# Economische regio Noord-Kaukasus
De economische regio Noord-Kaukasus (Russisch: Северо-Кавказский экономический район; [Severo-Kavkazski ekonomitsjeski rajon]) is een van de twaalf economische regio's van Rusland. Het gebied loopt vanaf de Kaukasus naar het noorden en bevat delfstoffenvoorraden van aardolie, aardgas en steenkool.
Belangrijke steden in het gebied zijn onder andere Rostov aan de Don, Krasnodar, Stavropol, Vladikavkaz en Novorossiejsk.

## Deelgebieden
- Adygea
- Dagestan
- Ingoesjetië
- Kabardië-Balkarië
- Karatsjaj-Tsjerkessië
- kraj Krasnodar
- Noord-Ossetië (Alanië)
- oblast Rostov
- kraj Stavropol
- Tsjetsjenië

## Economie
De regio kent een relatief lage urbanisatiegraad en is gericht op de landbouw en als zodanig ook op de gerelateerde voedingsmiddelenindustrie. Hiertoe behoren de productie van tarwe, wijn, suikerbieten, tabak, rijst, zonnebloemolie en thee, de veeteelt en visserij en de conserven-, vlees- en melkindustrie. Het zwarte aardegebied rond de Koebanrivier wordt ook wel een van de korenschuren van Rusland genoemd. In de oostelijke Donbass wordt steenkool gewonnen. De olie- en gasindustrie in het gebied is grotendeels op haar retour. Andere sectoren zijn de machinebouw, chemische en petrochemische industrie.
Sinds het begin van de 20e eeuw is het gebied populair onder toeristen. In de Sovjet-periode werden een aantal badplaatsen aangelegd, waarvan Sotsji en Anapa de belangrijkste waren. Sotsji is bezig om, na een grote val in de jaren 90, weer te verworden tot de belangrijkste badplaats van Rusland.
Naast de Koeban zijn ook de Don, Koema, Terek en het Wolga-Donkanaal belangrijke transportroutes.

## Sociaal-economische indicatoren
Het gebied behoort qua welvaart en welzijn tot de armste gebieden van Rusland. Ook ligt het oorlogsgebied Tsjetsjenië in de regio, wat ook tot problemen leidt in de omliggende gebieden. De economische capaciteiten liggen er veel lager dan in andere delen van Rusland. Het inkomen per hoofd van de bevolking bedraagt nauwelijks de helft van het Russische gemiddelde en de productiviteit en de lonen liggen er eveneens laag. Het aantal mensen dat in de landbouwsector werkt ligt er ook een stuk hoger dan het nationale gemiddelde.
De levensverwachting ligt op het Russische gemiddelde. Het grote migratiecijfer, de hoge werkloosheid en de bereidheid om elders te werken zijn tekenen dat de sociaal-economische situatie verre van optimaal is.
Centraal · Centraal-Tsjernozjom · Noord · Noord-Kaukasus · Noordwest · Oeral · Oost-Siberië · Povolzje · Verre Oosten · West-Siberië · Wolga-Vjatka